# Blountville
Blountville är administrativ huvudort i Sullivan County i Tennessee. Vid 2020 års folkräkning hade Blountville 3 120 invånare.